# Ликовна критика
Ликовна критика је дисциплина којом се баве ликовни критичари. Ликовну критику (или уметничку критику како она се такође назива) пишу историчари уметности, уметници, књижевници, новинари и др. Она је начин вредновања и тумачења појава, личности и дела у области ликовних и визуелних уметности. Ликовни критичар расправља специфичне проблеме форме, настанка, садржаја и значења радова ликовних и визуелних уметника. Појмови ликовна критика и ликовни критичар настали су у периоду модернизма када је постало неопходно објективно тумачење дела ликовних уметности коришћењем прецизних инструмената и мерила оцењивања појава у тадашњем стваралаштву. Ликовни критичари имају своју асоцијацију, у УНЕСКО-у (UNESCO) то је невладина организација под називом Међународно удружење ликовних критичара AICA који има око 76 националних секција и политички несврстано одељење за избегла и прогнана лица.

## Врсте
Ликовна критика је процес којим се описују, анализирају, тумаче и просуђују уметничка дела ликовних и визуелних уметности. Она се разликује од уметничке есејистике по њеној ужој дисциплинарној надлежности. Ликовна критика може бити подељена по предмету разматрања, а не само методологије (кроз анализу њене филозофије - метакритике); на пример, критика архитектуре, критика визуелних уметности, критика перформанса, позоришна критика, музичка критика, критика визуелних медија: фотографије, филма, телевизије, књижевна критика.
Она се може поделити на два основна типа. Постоји академска критика која се објављује као научни рад у стручним часописима. То су већином есеји и студије о ликовној и визуелној уметности. Ту је и критика намењена новинским читаоцима. (Она се често назива „освт“ или критика у ужем смислу) која се обраћа широј јавности посредством дневне и недељне штампе, телевизије и радија. Академска ликовна критика је аналитичнија и студиознија од новинске, а новинарска је усредсређенија на обичног читача, свакодневног посетиоца изложби или љубитеља уметности и избегава детаљније објашњавање дела, стваралаштва или уметника у свом тексту.

## Историја
Иако се каткада сматра да је ликовна критика настала у исто време када и уметност, данас познати облик је добила тек у 18. веку; први писац који је стекао репутацију ликовног критичара био је Ла Фонт де Саинт-Јен (La Font de Saint-Ienn) који је од 1737. године писао о паризким уметничким Салонима.
Осамнаестовековном француском писацу Денију Дидроу се обично приписује проналазак модерне ликовне критике. Дидро је пишући о Салону из 1765. приказао један од првих покушаја да се речима ухвати смисао уметности. Према историчару уметности Томасу Е. Кроу (Thomas E. Crow): „Када Дидро започне уметничку критику тада је он на врху прве генерације оних професионалних писаца који су изнели своје описе и пресуде савременог сликарства и скулптуре. Интересовање за таквим коментарима било је изазвано тадашњим романима креативних интуиција које се редовно односе на слободне, јавне изложбе најновије уметности.“
Доминантна фигура у 19. веку ликовне критика био је француски песник Шарл Бодлер (Charles Baudelaire) (за кога неки историчари ликовне критике сматрају да је њен прави родоначелник), чији је је прво објављено дело био критички приказ Салона 1845, који је привукао пажњу због свог храброг иступа у заштити новог уметничког стваралаштва. Многа од његових критичних мишљења били су попут романа у своје време, укључујући и његова заступање метника Делакроа (Delacroix) и Коурбеа (Courbet). Када је Манеова (Manet) чувена „Олимпија“ из 1865, заправо портрет- акт једне куртизане, изазвао скандал због флагрантног реализма, Бодлер је снажно подржао свог пријатеља.
Чланови Блумсбури групе (Bloomsbury Group) Роџер Фрај (Roger Fry) и Клајв Бел (Clive Bell) били су запажени енглески ликовни критичари с почетка 20. века. Фрај је довео постимпресионизам у земљу, а Бел је био један од оснивача формалистичког приступа делу. Херберт Рид (Herbert Read) је заступао савремене британске уметнике као што су Пол Неш (Paul Nash), Бен Николсон (Ben Nicholson), Хенри Мур и Барбара Хепворт (Barbara Hepworth). У САД, Климент Гринберг Clement Greenberg био је прво име као ликовни критичар са есејем 'Авангарда и кич', први пут објављен у часопису Партизански преглед (Partisan Review) 1939. године.

## Ка савременој ликовној критици
Као и у случају Бодлера у 19. веку, песник-критичар као феномен се појављује још једном у 20, када је француски песник Аполинер (Apollinaire) постао водећи критичар кубизма. Касније, француски писац и херој покрета отпора Андре Малро (André Malraux) пише опширно о уметности, и одлази далеко изван граница његове родне Европе. Интересантно је да он мисли да је претходница модернизма у Латинској Америци, да лежи у мексичким муралистима (Орозко, Orozco, Ривера, Rivera и Сикеирос, Siqueiros) до чега је дошао после путовања у Буенос Ајрес 1958. Након посете атељеима неколико аргентинских уметника у друштву младог директора Музеја савремене уметности у Буенос Ајресу Рафаела Скуира (Rafael Squirru), Малро објављује да нове авангарде почивају у аргентинским покретима нове уметности.
У САД 1940-их није било само неколико галерије (попут „Уметност овог века“), већ и неколико критичара који су били спремни да прате рад њујоршке авангарде. Било је и неколико уметника с књижевном позадином, међу којима су Роберт Мадервел (Robert Motherwel) и Барнет Њумен (Barnett Newman) који су такође радили и као критичари.
Чудна особа за коју се мисли да је имала највише везе са промоције новог сликарског стила била је „њујоршки троцкиста“, Климент Гринберг (Clement Greenberg). Док је био ликовни критичар у „Партизанском прегледу“ и „Нацији“, он је постао рани заговорник апстрактног експресионизма. Уметника Роберта Мадервела (Robert Motherwell), на врхунцу каријере, Гринберг је прикључио у промовисању стила који је тада одговарао политичкој клими интелектуално бунтовне ере. Гринберг је измислио апстрактни експресионизам и Џексона Полока (Jackson Pollock) посебно као оваплоћење естетске вредности тог стила. Он је подржао Полоков рад на формалистички основама као једноставно најбољу слику свога врема и кулминацију уметности у традицији која иде уназад од кубизма и Сезана до Монеа, у којој слика постаје све „чистија“ и концентрисанија у ономе што јој је „било неопходно“ да се изради као знак на равнини површине платна.
Полоков рад је поларизовао критичаре. Тако је Харолд Розенберг (Harold Rosenberg) говорио о трансформацији слика у егзистенцијалну драму, у којој „оно што се десило на платну није била слика, већ догађај“. „Велики тренутак дошао када је одлучено да боје“ саме сликају, а „гест на платну је био гест ослобађања од вредности - политичких, естетских и моралних...“
Мајер Шапиро (Meyer Shapiro) и Лио Стајнберг (Leo Steinberg) такође су били важни историчари уметности и ликовни критичари послератног периода, који су подржали апстрактни експресионизам. Током прве половине шездесетих година млађи ликовни критичари Мајкл Фрид (Michael Fried), Розалинд Краус (Rosalind Krauss) и Роберт Хјуз (Robert Hughes) дали су значајан увид у критичне дијалекте који су наставили да се шире око апстрактног експресионизма.
Ликовни критичари данас оцењују дела не само у штампаним медијима, новинама или у часописима који су специјализовани за уметности, већ и на интернету, на телевизији и на радију, као и у музејима и галеријама. Многи критичари су запослени на универзитетима или раде као уметнички едукатори у музејима. Ликовни критичари си и куратори изложби и често су ангажовани да пишу предговоре за изложбене каталоге.

## Од критике у тексту до критике на делу
Са појавом концептуалне уметности ликовна критика је доживела корениту трансформацију желећи да остане у чврстим везама са променом у пољу нове уметничке праксе. Попут уметника и критичар почиње да пише „у првом лицу“, дакле да се поистовећује са сопственим текстом дајући му сасим субјективни, ауторски значај.
Осамдесете године, или постмодерна парадигма, још једном је изазвала промене у језику и циљевима ликовне и визуелне критике која је готово постала саставни део те уметнисти. По Бониту Оливи (Achille Bonito Oliva) критичар је чак постао предводник уметничких покрета, њихов промотер и званични официјени заступник. Од тада критичар добија екслузивноправо да инаугурише стилске обрасце и да у њих ставља, као примере, уметнике истих или сличних естетичких назора. По оовој концепцији, естетички сензибилитити уметника и критичара се потпуно покапају, као никада до дата у историји. Стога није изненађујуће да су уметници, једним делом, преузели улогу критичара, одн. да су постали куратори сопстених или изложби других аутора. На овај начин ликовна критика је почела да се маргинализује и да се поништава њено место и значај у уметничком систему.
Током осамдесетих и деведесетих година 20. века отишло се још даље - критичаре све више замењују фаундрејзери (прикупљачи фондова), трговци и колекционари који у дотадашњој, а посебно у традиционалној критици нису више видели корист, шта више - доживљавали су је као сметњу коју треба избегавати или чак и елиминисати. (У овоме се скоро и испело. Последица је да критика данас више нема ни приближну улогу коју је имала од настанка и коју је градила кроз властиту повест.) Ово доказује да је критика дефинитивно изгубила некадашњу неприкосновену улогу пресудитеља вредности уметничког дела па полако гради нови стратегију - са уобичајене пасивне позиције „критике у тексту“ брзо прелази на активнији положај „критике на делу“. Ова актуелна измена у ликовној критици увела нас је сада у једну нову фазу која је данас на сцени и по којој се она још увек препознаје макар у свом најелеметарније облику. Могуће да јој је опстанак у систему уметности овом променом продужен.

## Српска ликовна критика
Основу историју и структуру ликовне критике код Срба изнео је Лазар Трифуновић. Он је у Српско ликовној критици навео повесни низ примера који су обележи њена главна поглавља од њених најранијих дана с почетка 19. века до шездесетих година 20. века. На њен почетак ставио је и прву полемику која се водила око „Православности живописа“ између Михаила Валтровића и Ђорђа Крстића, с једне стране и Ђорђа Малетића и Стеве Тодоровића с друге. Ту се заправо радило о естетичким дискусијама око реализма и романтизма у нашој уметности, односно о томе шта је у том тренутку, осамдесетих година 19. века. у сликарству било савременије.
Полемички жар у критици подстакнут је и почетком 20. века када се водила тешка борба између традиционалиста (академичара и реалиста) и модерниста (импресиониста и експресиониста). Ученим, образованим и толерантним Милоју Васићу и Богдану Поповићу супротстављали су се ужурбани млади уметници и ликовни критичари које су предводили Надежда Петровић, Моша Пијаде, Димитрије Митриновић и др. Између два светска рата, у мирнијим тоновим, у ликовној критици су дискутована питања значаја и вредности модернизма у успону у Србији. Прва пера заступника нових стислких образаца били су Растко Петровић, Сава Поповић, Драган Алекси, а касније им се прикључују Милан Кашанин, Бранко Поповић, Михаило Петров и др.
После Другог светског рата, до 1950. године неприкосновена је била критика која је заступала постулате социјалистичког реализма. На срећу, тај кратки период брзо је замењен енергичним продором младих које су у ликовној критици предводили Миодраг Б. Протић, Момчило Стевановић, Марко Челебоновић, а од млађих Зоран Маркуш, Зоран Павловић, Ђорђе Кадијевић, Слободан Ристић, итд.
До корените промене и у српској ликовној критици дошло је седамдесетих година. Водећи критичар тог времена био је Јеша Денегри, а други протагоности су били Биљана Томи, Бојана Пејић, Јасна Тијадовић итд. И осамдесете су са новом уметношћу довеле и нове критичаре и тумаче актуелних промена, попут, Јована Деспотовића и Лидије Мареник, потом пристижу Јасмина Чубрило и Дарка Радосављевић. На прелаз између два века на сцену, више као теоретичари него као критичари, потпуно у духу уметности која се више незадовољава стандардним критичким тумачењима, ступају Дејан Сретеновић, Бранислав Димитријевић, Стеван Вуковић и др., и у најновије времене Никола Дедић.